# 康拉德·涅季维兹基
康拉德·涅季维兹基（波蘭語：Konrad Niedźwiedzki，1985年1月2日—），波兰男子速度滑冰运动员。他曾代表波兰参加2006年、2010年、2014年和2018年冬季奥林匹克运动会速度滑冰比赛，其中2014年奥运会获得一枚铜牌。